# Liste der Biografien/Berne
Liste der Biografien |
Portal Biografien |
Personensuche
# |
A |
B |
C |
D |
E |
F |
G |
H |
I |
J |
K |
L |
M |
N |
O |
P |
Q |
R |
S |
T |
U |
V |
W |
X |
Y |
Z |
?
 
Ba |
Be |
Bd |
Bg |
Bh |
Bi |
Bj |
Bl |
Bm |
Bn |
Bo |
Br |
Bs |
Bu |
Bw |
By |
Bz
 
Bea–Beb |
Bec |
Bed |
Bee |
Bef |
Beg |
Beh |
Bei |
Bej |
Bek |
Bel |
Bem |
Ben |
Beo |
Bep |
Beq |
Ber |
Bes |
Bet |
Beu |
Bev |
Bew |
Bex |
Bey |
Bez
 
Bera |
Berb |
Berc |
Berd |
Bere |
Berf |
Berg |
Berh |
Beri |
Berj |
Berk |
Berl |
Berm |
Bern |
Bero |
Berq |
Berr |
Bers |
Bert |
Beru |
Berv |
Berw |
Berx |
Bery |
Berz
 
Berna |
Bernb |
Bernd |
Berne |
Bernf |
Berng |
Bernh |
Berni |
Bernk |
Bernl |
Bernn |
Berno |
Bernp |
Bernr |
Berns |
Bernt |
Bernu |
Bernw |
Berny |
Bernz
Die Liste der Biografien führt alle Personen auf, die in der deutschsprachigen Wikipedia einen Artikel haben. Dieses ist eine Teilliste mit 148 Einträgen von Personen, deren Namen mit den Buchstaben „Berne“ beginnt.

## Berne
- Berne, Bruce J. (* 1940), US-amerikanischer Chemiker
- Berne, Eric (1910–1970), kanadisch-US-amerikanischer Psychiater, Erfinder der TransaktionsanalyseEric Berne (1910–1970)

Eric Berne (1910–1970)

- Berne, Josef (1904–1964), russischer Filmregisseur in den USA
- Berne, Tim (* 1954), amerikanischer Jazzmusiker
- Berne-Bellecour, Étienne Prosper (1838–1910), französischer Maler, Radierer und Illustrator

### Berneb
- Berneburg, Erhard (* 1954), deutscher evangelischer Theologe

### Bernec
- Berneç, Pere, Gold- und Silberschmied aus dem Königreich Valencia
- Berneck, Karl Gustav von (1803–1871), deutscher Novellist und Militärschriftsteller
- Bernecker, Georg († 1544), deutscher frühneuzeitlicher Unternehmer
- Bernecker, Hans A. (* 1937), deutscher Aktien- und Finanzexperte
- Bernecker, Michael (* 1967), deutscher Ökonom und Hochschullehrer
- Bernecker, Patrick (* 1969), deutscher Sportjournalist, Kommentator und Sachbuchautor
- Bernecker, Paul (1908–2003), österreichischer Wirtschaftspädagoge
- Bernecker, Sven (* 1967), deutscher Philosoph
- Bernecker, Walther L. (* 1947), deutscher Romanist und Historiker
- Bernecker, Willi (* 1956), deutscher Fußballspieler

### Berned
- Bernede, Antoine (* 1999), französischer Fußballspieler
- Bernède, Arthur (1871–1937), französischer Schriftsteller, Dramatiker, Librettist und Journalist
- Bernedo, Vicente (* 2002), chilenischer Fußballspieler

### Berneg
- Bernegg, Theophil Sprecher von (1850–1927), Schweizer Offizier und Generalstabschef der Schweizer Armee
- Bernegger, Alfred (1912–1978), Schweizer Kunstmaler und Holzschneider
- Bernegger, Carlos (* 1969), argentinisch-schweizerischer Fussballtrainer
- Bernegger, Johann Caspar (1612–1675), 141. Ammeister von Straßburg
- Bernegger, Josef (1907–1994), österreichischer Schriftsteller
- Bernegger, Ludwig (1903–1938), österreichischer Polizist und NS-Opfer
- Bernegger, Matthias (1582–1640), deutscher Philologe, Hochschullehrer und Autor
- Bernegger, Nicole (* 1977), Schweizer SoulsängerinNicole Bernegger (* 1977)

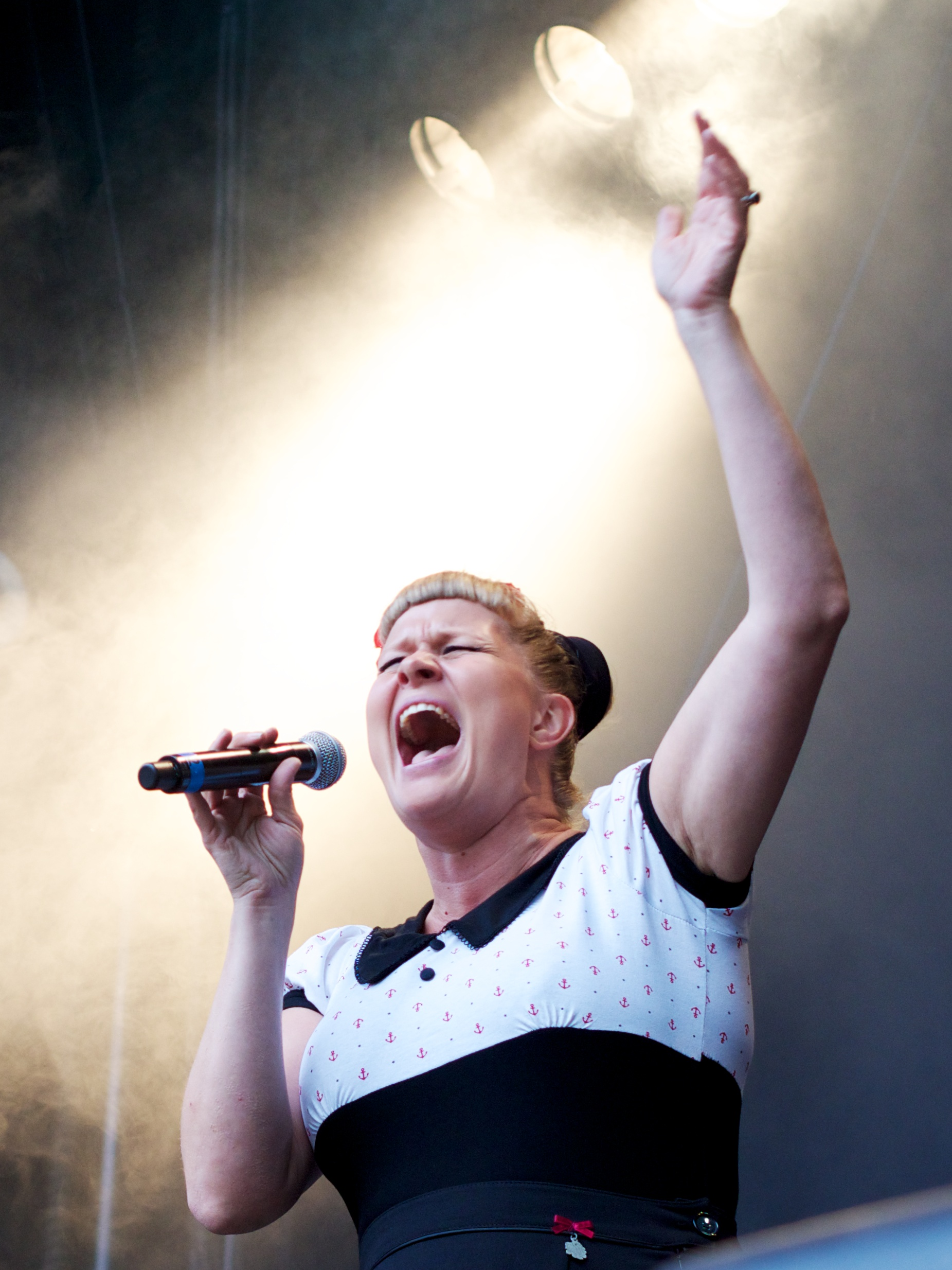
Nicole Bernegger (* 1977)

### Bernei
- Berneick, Erich (* 1895), deutscher Apotheker und Politiker (WP), MdPl
- Berneis, Benno (1883–1916), deutscher Maler
- Berneis, Louis (1854–1930), deutscher Kaufmann und Fabrikant
- Berneis, Nadine (* 1990), deutsche Schönheitskönigin
- Berneis, Peter (1910–1985), deutscher Schauspieler und Drehbuchautor

### Bernek
- Bernek, Péter (* 1992), ungarischer Schwimmer
- Berneker, Constanz (1844–1906), deutscher Organist, Komponist und Musikkritiker
- Berneker, Erich (1874–1937), deutscher Slawist
- Berneker, Erich (1905–1983), deutscher Rechtshistoriker

### Bernel
- Bernelle, Agnes (1923–1999), deutsch-ungarisch-britisch-irische Sängerin, Schauspielerin und Regisseurin

### Bernem

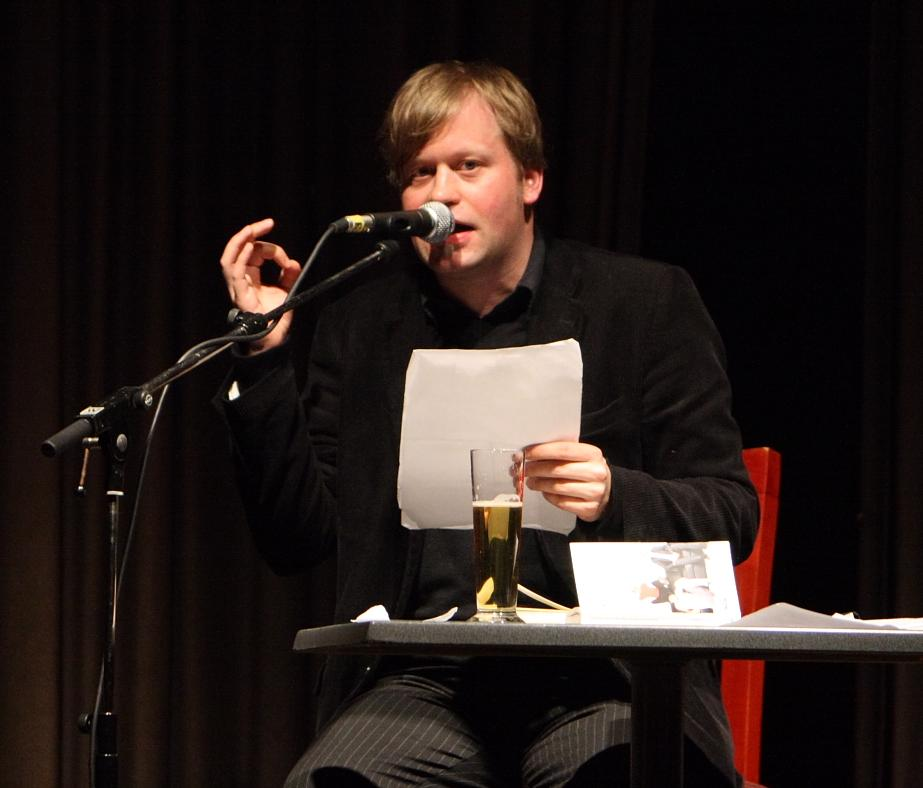
Dirk Bernemann (* 1975)

- Bernemann, Dirk (* 1975), deutscher AutorDirk Bernemann (* 1975)

### Berner
- Berner, Albert (* 1935), deutscher Unternehmer
- Berner, Albert Friedrich (1818–1907), deutscher Strafrechtslehrer an der Universität Berlin
- Berner, Alexander (* 1966), deutscher Filmeditor
- Berner, Anne-Catherine (* 1964), finnische Unternehmerin und Politikerin
- Berner, Bernd (1930–2002), deutscher Maler und Grafiker
- Berner, Bruno (* 1977), Schweizer Fussballspieler und -trainer
- Berner, Carl (1841–1918), norwegischer Politiker, Mitglied des Storting
- Berner, Christian Friedrich von, preußischer Oberst und Chef des Garnisonsregiments Nr. 5
- Berner, Christoph (* 1976), deutscher evangelischer Theologe
- Berner, Dierk (* 1957), deutscher Immobilienkaufmann und Handballspieler
- Berner, Dieter (* 1944), österreichischer Filmemacher
- Berner, Ditherich, Bürgermeister von Dresden
- Berner, Dörte (* 1942), namibische Bildhauerin, Zeichnerin und Grafikerin
- Berner, Elisabeth (* 1957), Germanistin und Spezialistin für das Niederdeutsche im Land Brandenburg
- Berner, Ernest (1904–1966), Schweizer Jazzmusiker und Publizist
- Berner, Ernst (1853–1905), deutscher Archivar und Historiker
- Berner, Erwin (1953–2023), deutscher Autor und Schauspieler
- Berner, Fred, US-amerikanischer Filmproduzent und Regisseur
- Berner, Friedrich (1904–1945), deutscher SS-Hauptsturmführer, Vergasungsarzt in der Tötungsanstalt Hadamar
- Berner, Friedrich Wilhelm (1780–1827), deutscher Kirchenmusiker und Kirchenliedkomponist
- Berner, Fritz (* 1951), deutscher Bauingenieur und Hochschullehrer
- Berner, Geoff (* 1971), kanadischer Sänger und Akkordeonist
- Berner, Gottlieb Ephraim (1671–1741), deutscher Mediziner
- Berner, Hagbard (1839–1920), norwegischer Politiker und Redakteur, Mitglied des Storting
- Berner, Heinrich, braunschweigischer Silberbrenner und erster stadthannoverscher Münzmeister
- Berner, Heinz (* 1917), deutscher Fußballspieler
- Berner, Helene (1904–1992), deutsche Widerstandskämpferin gegen den Nationalsozialismus, Referentin des Außenministers der DDR
- Berner, Herbert (1921–1992), deutscher Archivar und Heimatforscher
- Berner, Inge (1922–2012), deutsche Widerstandskämpferin und NS-OpferInge Berner (1922–2012)
- Berner, Jan-Philipp (* 1988), deutscher Koch

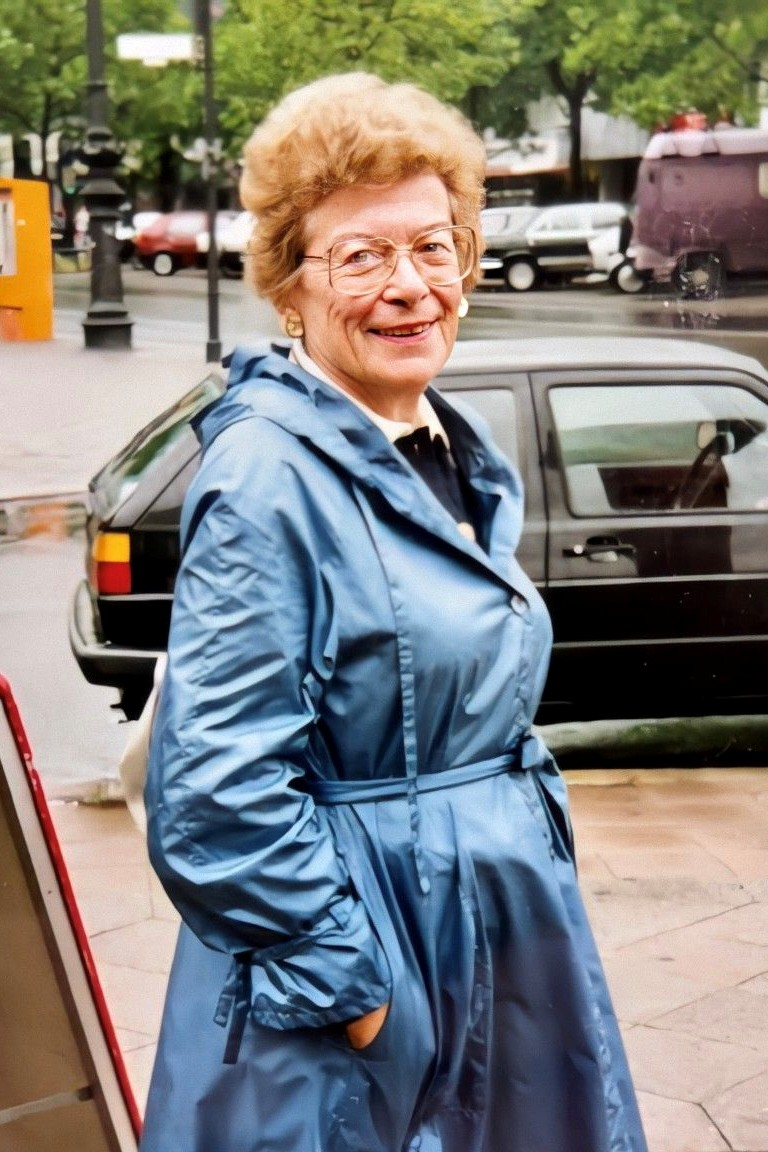
Inge Berner (1922–2012)

- Berner, Johann Adam († 1768), deutscher Orgelbauer
- Berner, Josef (1755–1837), deutscher Mediziner
- Berner, Karl (1888–1971), deutscher Mediziner
- Berner, Kurt (* 1914), deutscher Fußballspieler
- Berner, Ludwig (1794–1857), Schweizer Politiker
- Berner, Ludwig (1912–2000), deutscher Jurist
- Berner, Maria (1904–2000), österreichische Widerstandskämpferin und Gewerkschafterin
- Berner, Max (1855–1935), deutscher Richter und Mitglied des Kolonialrats
- Berner, Max (* 1978), österreichischer Kameramann, Musiker und Multimediakünstler
- Berner, Olaf (* 1949), deutscher Lehrer und Handballspieler
- Berner, Örjan (* 1937), schwedischer Schriftsteller und Diplomat, Botschafter in Deutschland, Finnland, Frankreich, Indien, Polen und Russland
- Berner, Otto (* 1876), deutscher Ingenieur und Manager
- Berner, Peter (1924–2012), österreichischer Psychiater und Hochschullehrer
- Berner, Petir († 1402), Stadtschreiber und Bürgermeister von Dresden
- Berner, Ralph (* 1968), deutscher Radsportler
- Berner, Reinhard (* 1963), deutscher Pädiater
- Berner, Robert A. (1935–2015), US-amerikanischer Geowissenschaftler
- Berner, Rotraut Susanne (* 1948), deutsche Grafikerin, Illustratorin und Kinderbuchautorin
- Berner, Sophie (* 1984), deutsche Sängerin, Schauspielerin und Musicaldarstellerin
- Berner, Theodericus, Bürgermeister von Dresden
- Berner, Timo (* 1966), deutscher Radrennfahrer
- Berner, Urs (* 1944), Schweizer Schriftsteller
- Berner, Ursula (* 1971), österreichische Politikerin (GRÜNE), Landtagsabgeordnete
- Berner, Wolfgang (* 1944), österreichischer Psychiater und Psychoanalytiker
- Berner, Wolfram (* 1978), deutscher Archivar und Historiker
- Berner, Yannick (* 1992), Schweizer Betriebswirt und Politiker
- Berneri, Anahí (* 1975), argentinische Filmregisseurin
- Berneri, Camillo (1897–1937), italienischer Autor und Anarchist
- Berneri, Jakob, Priester und Offizial
- Berneri, Marie-Louise (1918–1949), italienische Anarchistin
- Bernerio, Girolamo (1540–1611), Bischof von Ascoli Piceno, Kardinal
- Bernero, Edward Allen (* 1962), US-amerikanischer Drehbuchautor, Produzent und Regisseur
- Bernero, Johnny (1931–2001), US-amerikanischer Rockabilly-Musiker und Schlagzeuger
- Berners, Frank (* 1965), deutscher Fernsehproduzent
- Berners, Franz-Josef (* 1945), deutscher Politiker (CDU), MdB
- Berners, Juliana, englische Schriftstellerin
- Berners-Lee, Tim (* 1955), britischer Physiker und InformatikerTim Berners-Lee (* 1955)

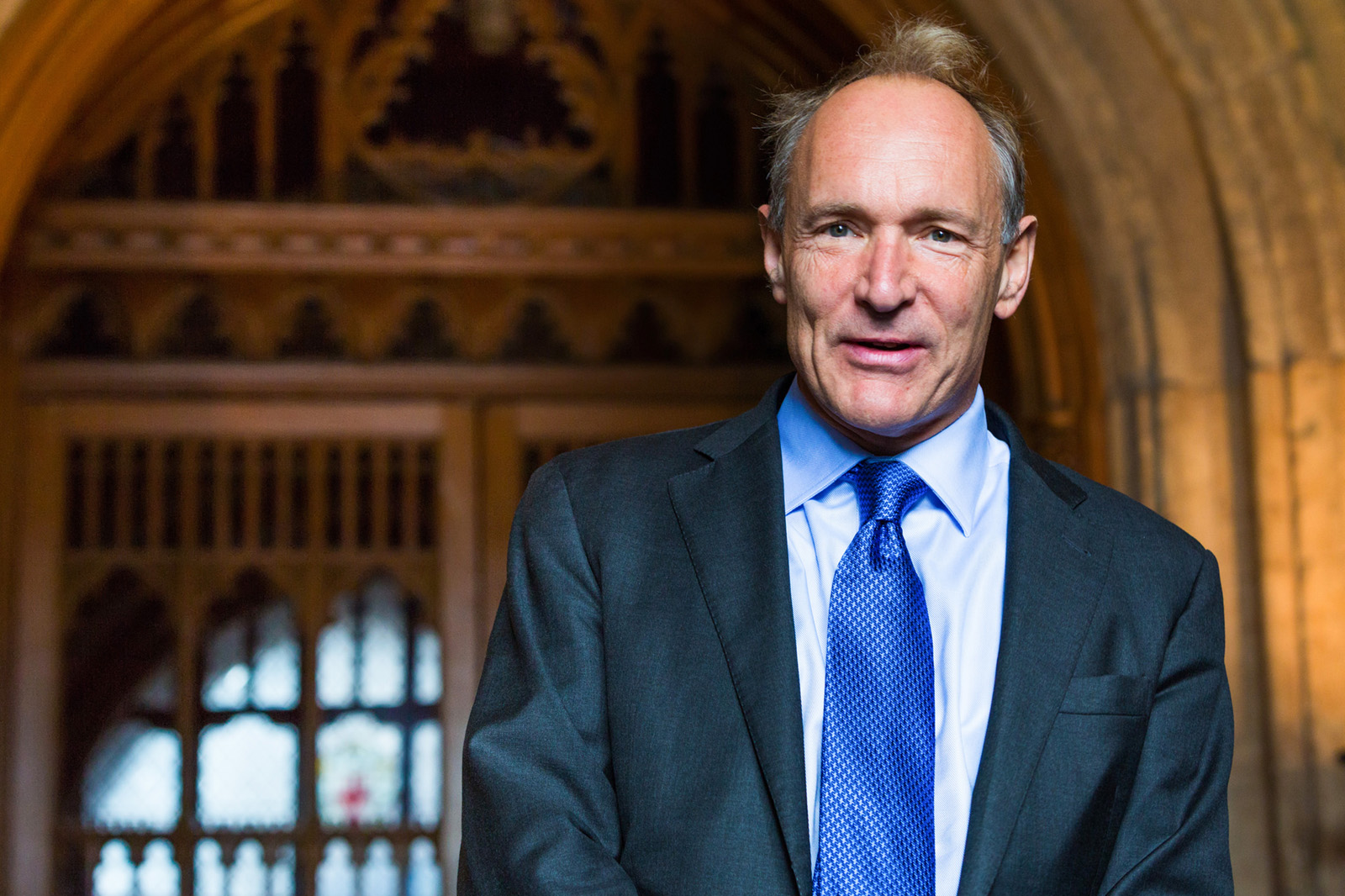
Tim Berners-Lee (* 1955)

- Bernert, August (1850–1920), deutscher Kommunalpolitiker
- Bernert, Franz (1811–1890), Administrator der katholischen Jurisdiktionsbezirke in Sachsen, Apostolischer Vikar, Titularbischof
- Bernert, Karl (1927–2009), deutscher Heimat- und Bauforscher
- Bernert, Otto (1893–1918), deutscher Offizier der Fliegertruppe im Ersten Weltkrieg
- Bernert, Suzanne (* 1982), deutsch-indische Schauspielerin und Tänzerin

### Bernes
- Bernes, Mark Naumowitsch (1911–1969), sowjetischer Schauspieler und Sänger

### Bernet
- Bernet Kempers, Karel Philippus (1897–1974), niederländischer Musikwissenschaftler
- Bernet, Adrian (* 1978), Schweizer Fussballtorhüter
- Bernet, Caspar (1698–1766), Schweizer Bürgermeister
- Bernet, Claus (* 1970), deutscher Historiker und Pädagoge
- Bernet, David (* 1966), Schweizer Filmemacher und -regisseur
- Bernet, Dietfried (1940–2011), österreichischer Dirigent und Buchautor
- Bernet, Friedrich (1829–1872), Schweizer Jurist, Redaktor und Politiker
- Bernet, Hans Joachim (1725–1809), Schweizer Bürgermeister
- Bernet, Henry (* 2007), Schweizer TennisspielerHenry Bernet (* 2007)

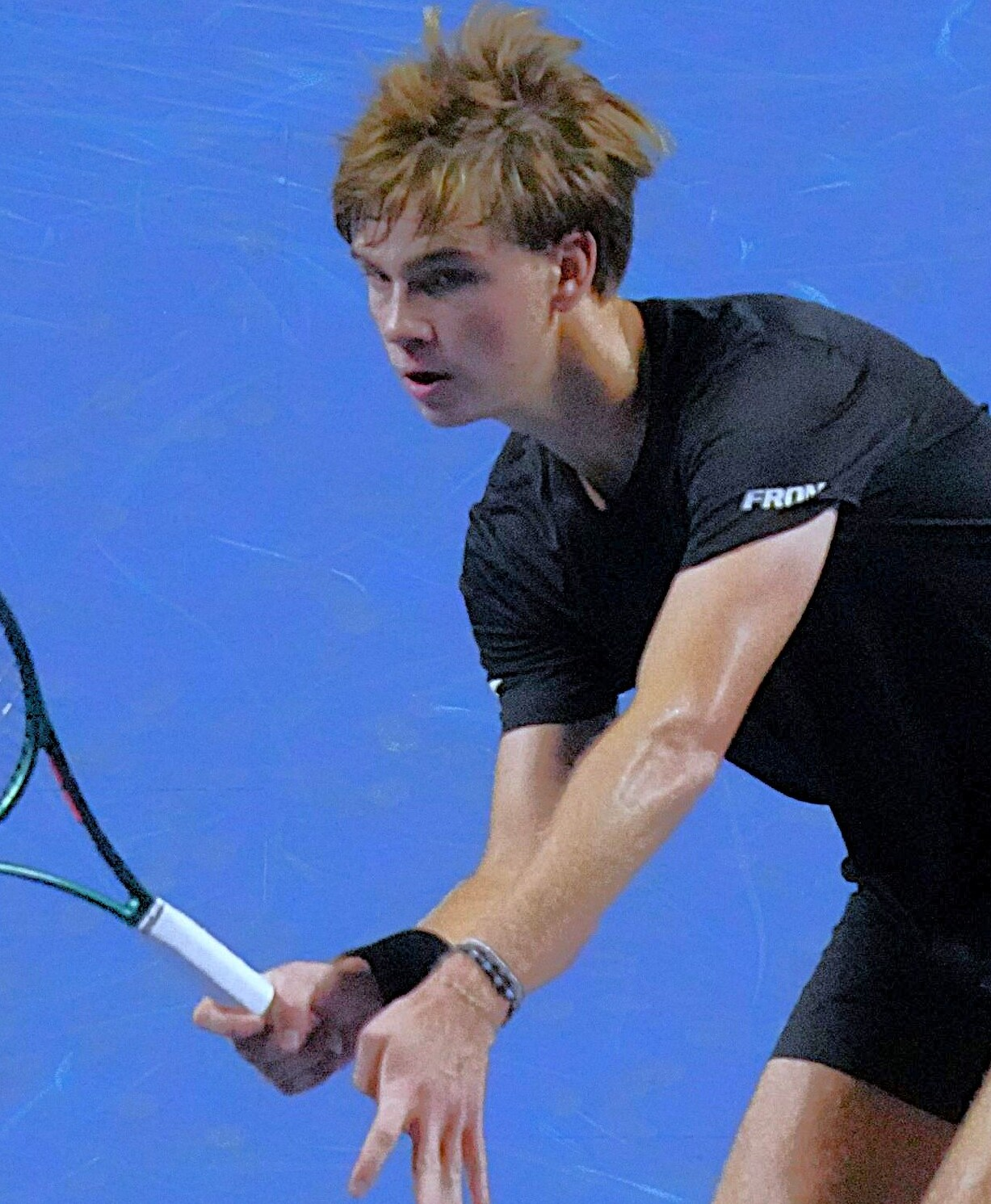
Henry Bernet (* 2007)

- Bernet, Jordi (* 1944), spanischer Comiczeichner
- Bernet, Jordi (* 1977), spanischer Eishockeyspieler
- Bernet, Joseph (1770–1846), französischer römisch-katholischer Geistlicher, Bischof und Kardinal
- Bernet, Luzi (* 1963), Schweizer Journalist
- Bernet, Olivier, französischer Filmkomponist
- Bernet, Patricia (* 1971), Schweizer Politikerin
- Bernet, Peter C. (1931–2016), deutscher Jurist und Polizeipräsident
- Bernet, Pierre (* 1939), französischer Radrennfahrer
- Bernett, Frederick A. (1906–1993), deutsch-amerikanischer Antiquar
- Bernett, Hajo (1921–1996), deutscher Sporthistoriker und Hochschullehrer
- Bernett, Jessica (* 1978), deutsche Schriftstellerin
- Bernett, Monika (* 1959), deutsche Althistorikerin
- Bernett, Nikolaus (1882–1969), deutscher Lehrer, Turn- und Sportführer
- Bernette, Yara (1920–2002), brasilianische Pianistin und Musikpädagogin
- Bernetti, Luiz Vicente (1934–2017), italienischer Ordensgeistlicher, römisch-katholischer Bischof von Apucarana
- Bernetti, Tommaso (1779–1852), italienischer Geistlicher, römisch-katholischer Kardinal

### Berneu
- Berneux, Siméon-François (1814–1866), französischer Missionar in Asien und Mitglied der Pariser Mission

### Bernev
- Bernevig, Andrei (* 1978), rumänischer theoretischer Festkörperphysiker

### Bernew
- Bernewitz, Alexander (1856–1919), deutsch-baltischer evangelischer Geistlicher und Märtyrer
- Bernewitz, Alexander Hans (1863–1935), deutscher Bischof, erster Bischof der Evangelisch-Lutherischen Landeskirche in Braunschweig
- Bernewitz, Carl Hans (1858–1934), deutsch-baltischer Bildhauer, Hochschullehrer in Kassel
- Bernewitz, Friedrich Alexander von (1840–1918), höherer sächsischer Staatsbeamter
- Bernewitz, Johann Heinrich Carl von (1760–1821), braunschweigischer Generalleutnant
- Bernewitz, Paul (* 1997), deutscher Jazzmusiker (Piano, Komposition)
- Bernewitz, Wilhelm von (1808–1878), braunschweigischer Generalmajor

### Berney
- Berney, Arnold (1897–1943), deutsch-jüdischer Historiker
- Berney, Jean (1928–2015), Schweizer Neurochirurg
- Berney, Jim, Spezialeffektkünstler